# Matija Bilalovic
Matija Bilalovic (nacido el 25 de marzo de 1997 en Šibenik), es un jugador de baloncesto croata que pertenece a la plantilla del Caja'87 de la Segunda FEB. Con una altura oficial de 1,99 metros, juega en la posición de escolta y alero.

## Trayectoria
Es un escolta/alero formado en las categorías inferiores del KK Jolly Jadranska Banka Šibenik con el que llegó a formar parte de la primera plantilla desde 2013 a 2015 con el que disputa la A1 Liga.
Tras salir del club de su ciudad natal, jugaría en otros clubs croatas como KK Skrljevo en la A1 Liga durante dos temporadas. Más tarde, formaría parte del KK Pula 1981, KK Istrauni Pula y KK Kvarner 2010 Rijeka, de la Segunda División de Baloncesto de Croacia.
Desde 2019 a 2021, juega en las filas del KK Pula 1981 de la Segunda División de Baloncesto de Croacia.
El 31 de agosto de 2021, firma por el Club Bàsquet Sant Antoni de la Liga LEB Plata, en el que promedia 22 minutos en la cancha para anotar 10 puntos (49% en tiros de 2, en triples 29% y en tiros libres 69%), capturar 3 rebotes por choque para alcanzar los 6,2 tantos de valoración. 
El 23 de agosto de 2022, firma por el Melilla Sport Capital Enrique Soler de la Liga LEB Plata.
En la temporada 2023-24, firma por el Club Polideportivo La Roda de la Liga LEB Plata.
El 8 de agosto de 2024 se anuncia su fichaje por el Caja 87 de la Segunda FEB.